# Limnephilus fuscoradiatus
Limnephilus fuscoradiatus är en nattsländeart som beskrevs av Schmid och Guppy 1952. Limnephilus fuscoradiatus ingår i släktet Limnephilus och familjen husmasknattsländor. Inga underarter finns listade i Catalogue of Life.